# Kako se prave stihovi?
Kako se prave stihovi? (u izvorniku na ruskom Kak delat' stihi?) knjiga je ruskog pjesnika Vladimira Majakovskog izdana 1926. godine. 
Unatoč naslovu knjige koji ukazuje na prozodijsko djelo, ona zapravo predstavlja konceptualni esej u kojemu Majakovski iznosi niz svojih stavova o »staroj« i »novoj« poeziji te nastoji čitatelju približiti vezu ruske poezije s nastojanjima komunističke revolucije u SSSR-u, no knjiga nudi i neke praktične savjete za buduće pjesnike.
Središnja je tema knjige prerana i tragična smrt Sergeja Jesenjina, odnosno njegova pjesma Doviđenja, dragi, doviđenja te etape nastajanja pjesme Sergeju Jesenjinu koju je Majakovski napisao preminulom prijatelju u spomen.

## Citati
- Jesenjina znam odavno – deset ili dvanaest godina. Prvi put sam ga susreo u opancima i košulji s nekakvim čipkastim križićima. To se dogodilo u jednom od lenjingradskih stanova. Znajući s kakvim zadovoljstvom pravi, a ne dekorativni seljak mijenja svoju odjeću za cipele i sako, nisam povjerovao Jesenjinu. Činio mi se kao da je ispao iz neke operete, kao da je kazališni rekvizit. Tim više jer je već pisao stihove koji su mi se sviđali i očito je mogao naći novca za cipele.[2]
- Rima nas vraća na prijašnji stih, prisiljava nas da ga se sjetimo, prisiljava sve stihove, koji formuliraju istu misao, da se drže zajedno.[3]